# Al-Bahharijja
Al-Bahharijja (arab. البحارية) – miejscowość w Syrii, w muhafazie Damaszek. W 2004 roku liczyła 2568 mieszkańców.